# Seiki Nose
Seiki Nose, jap. 野瀬 清喜 (ur. 10 sierpnia 1952 w Agano w prefekturze Niigata) – japoński judoka wagi średniej (do 86 kg).
W Los Angeles w 1984 zdobył brązowy medal olimpijski (ex aequo z Brazylijczykiem Walterem Carmoną.  Do jego osiągnięć należą również dwa medale mistrzostw świata – srebrny (Maastricht 1981) i brązowy (Moskwa 1983). W 1984 w Kuwejcie został mistrzem Azji. Wywalczył także dziewięć medali mistrzostw Japonii: pięć złotych (1980, 1981, 1982, 1983, 1984), jeden srebrny (1977) oraz trzy brązowe (1975, 1976, 1978).

## Letnie Igrzyska Olimpijskie 1984
| Konkurencja | Eliminacje                | Eliminacje            | Eliminacje                 | Finały                 | Finały              | Klas. końcowa |
| Konkurencja | Przeciwnik I              | Przeciwnik II         | Przeciwnik III             | Półfinał               | o 3 miejsce         | Miejsce       |
| ----------- | ------------------------- | --------------------- | -------------------------- | ---------------------- | ------------------- | ------------- |
| 86 kg       | Kostas Papakostas (CYP) Z | Eduardo Novoa (CHL) Z | Peter Seisenbacher (AUT) P | Stanko Lopatic (YUG) Z | Fabien Canu (FRA) Z | 3.            |